# Pont de l'amitié sino-coréenne
Le pont de l'amitié sino-coréenne (également appelé le « pont sino-coréen » ou « pont de la rivière Yalou ») relie les villes chinoise de Dandong et nord-coréenne de Sinuiju. Construit en 1943 et d'une longueur de 970 m, il permet de franchir le fleuve Yalou (ou Amnok), large d'environ 680 m à l'endroit du pont, par route ou par rail, et constitue l'un des principaux points de passage de la frontière sino-coréenne. Les piétons ne sont pas autorisés à le traverser.

## Histoire

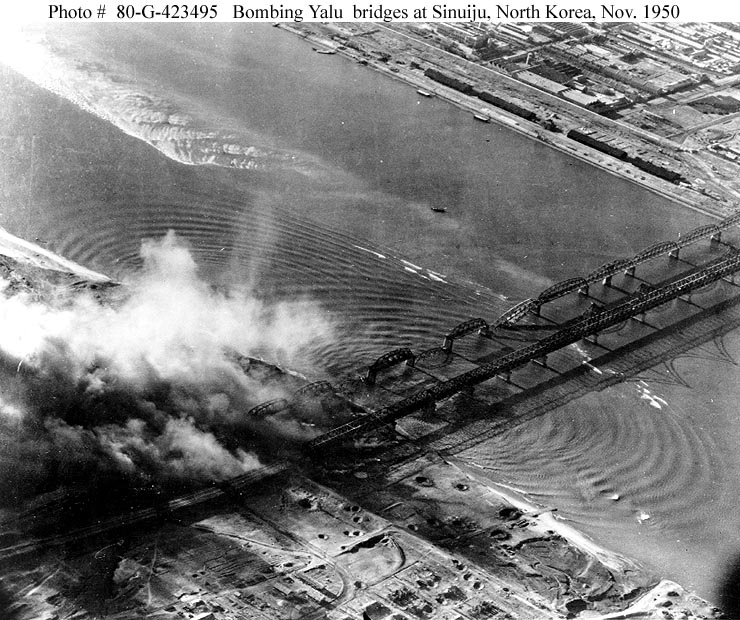
Bombardement du pont en novembre 1950.

L'ancien pont de Sinuiju, construit entre mai 1909 et octobre 1911 par les japonais, est situé cent mètres en aval du second pont édifié par les japonais entre avril 1937 et mai 1943. Il fut détruit par les  bombardements américains sur plus de sa moitié sud pendant la guerre de Corée en novembre 1950 pour empêcher les chinois de le franchir, il n'a jamais été reconstruit depuis. Les habitants locaux l'appelle d'ailleurs le « pont cassé » (断桥 en chinois).
Compte tenu de l'augmentation des échanges sino-coréens, les gouvernements des deux pays ont décidé, en 2002, la construction d'un deuxième ouvrage dans le but de désengorger la circulation sur le pont de l'amitié sino-coréenne. La construction du nouveau pont de la rivière Yalu a débuté en 2010.

## Caractéristiques

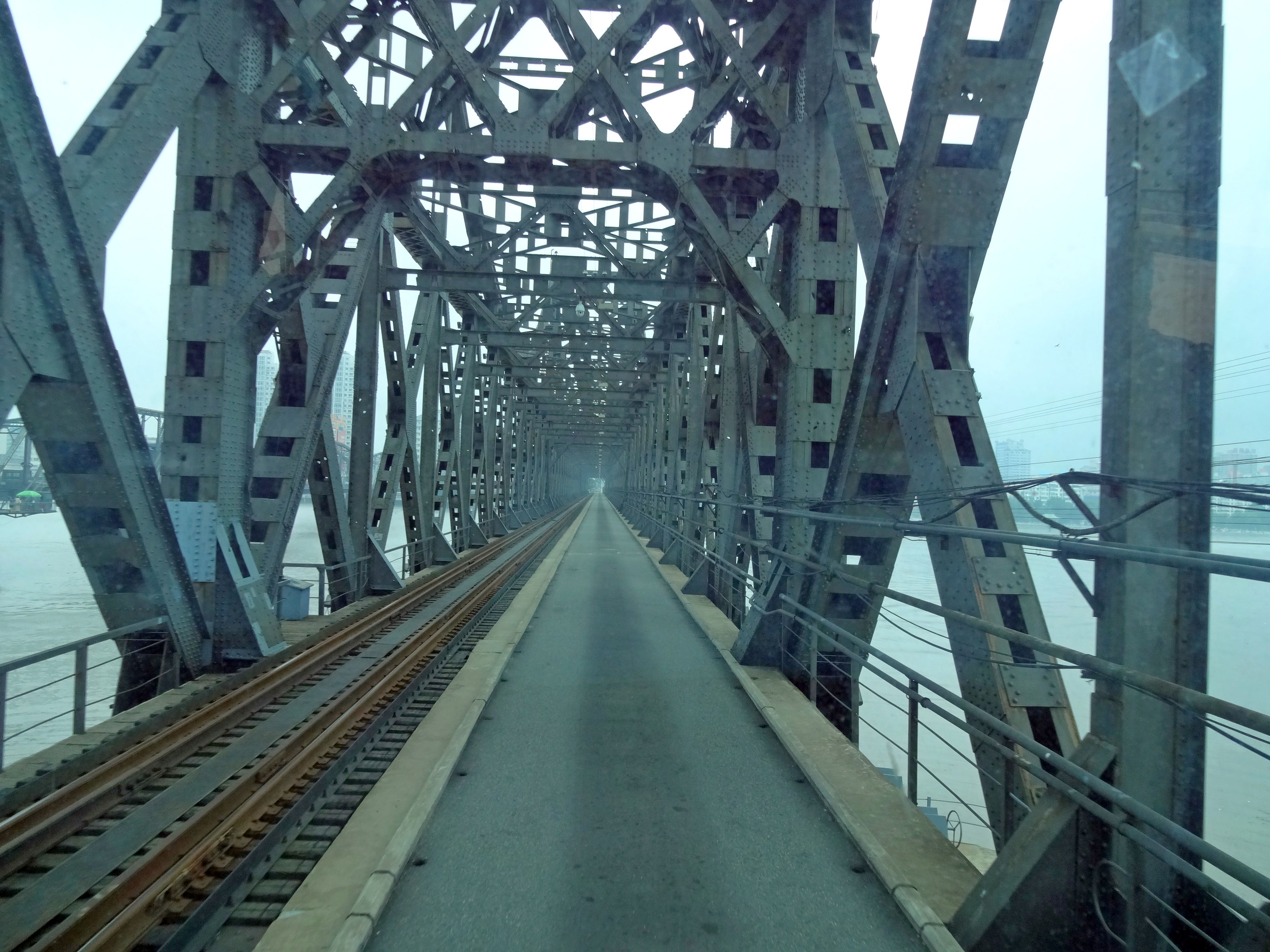
Vue intérieur du pont.

Ce pont est constitué de deux voies, une pour la route, une pour le rail. Il a une longueur de 970 m et une largeur de 9 m.
Noms chinois et coréen : 
- écriture chinoise traditionnelle : 中朝友誼橋
- écriture chinoise simplifiée : 中朝友谊桥
- transcription chinoise pinyin : Zhōngcháo yǒuyì qiáo
- coréen hangeul : 조중우의교 (transcription : Jo-jung Uuigyo)
- coréen hanja : 朝中友誼橋|

## Culture populaire

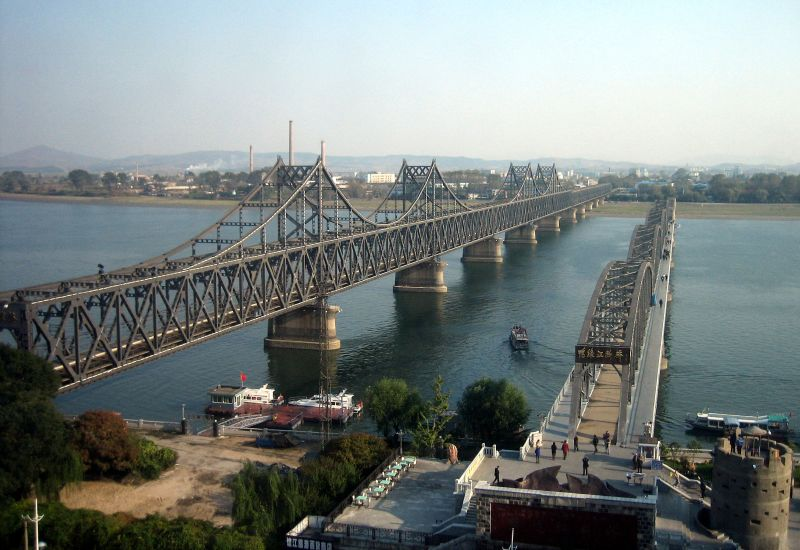
Le pont de l'amitié sino-coréenne (à gauche) et le « pont cassé » (à droite) vus de la rive chinoise. Au fond, la ville nord-coréenne de Sinuiju.

- Dans le jeu vidéo Mercenaries: Playground of Destruction (2005), le joueur doit détruire ce pont afin d'endiguer l'invasion chinoise en Corée du Nord.
- La destruction du pont est représentée dans le film Devotion (2022), bien que Jesse L. Brown ne semble pas en réalité y avoir participé.